# Bondor József
Bondor József (Élesd, 1917. január 9. – Budapest, 1981. július 5.) magyar politikus, az MDP és az MSZMP tagja, építésügyi és városfejlesztési miniszter, országgyűlési képviselő.

## Életpályája
1931-től kőműves szakmát tanult. 1940-től az építőmunkások szakszervezetének tagja volt. 1945-ben Magyarországra költözött. 1951–1952 között a Borsod megyei Mélyépítő Tröszt igazgatójaként vezette a Lenin Kohászati Művek rekonstrukcióját. 1952–1961 között a dunaújvárosi Építőipari Vállalat igazgatója, majd vezérigazgatója volt. A budapesti műszaki egyetemen mérnöki diplomát szerzett. 1961-től Budapesten lakott. 1961–1963 között Budapest Főváros Tanácsának főmérnöke, 1963–1965 között választóbizottságának elnökhelyettese volt. 1977-ben nyugdíjba vonult. 1977–1981 között a Magyar Urbanisztikai Társaság elnöke volt.

### Politikai pályafutása
1936-ban Bukarestben belépett a Román Szociáldemokrata Pártba. 1945–1951 között pártmunkásként különböző vezető beosztásokat töltött be. 1945–1947 között az SZDP sárbogárdi, 1946–1947 között Székesfehérváron megyei szervező titkár volt. 1947-től az SZDP, 1948–1950 között az MDP Zemplén megyei titkára volt. 1948-ban átigazolták a Magyar Dolgozók Pártjába (MDP). 1958–1967 között, valamint 1975–1981 között országgyűlési képviselő volt. 1965–1967 között Építőipari Főigazgatóság vezetője volt. 1965–1968 között építésügyi, majd építésügyi és városfejlesztési miniszter-helyettes volt. 1968. március 22. és 1977. június 24. között építésügyi és városfejlesztési miniszter volt a Fock- és a Lázár-kormányban. 1975–1980 között az MSZMP Központi Bizottságának tagja volt. 1978–1981 között a Hazafias Népfront Országos Tanácsának alelnöke volt.

## Díjai[2]
- Munka Vörös Zászló Érdemrend
- Munkás-Paraszt Hatalomért Emlékérem
- Szocialista Munkáért Érdemrend
- a Népköztársasági Érdemérem arany fokozata
- Köztársasági Érdemrend